# Thereva decipiens
Thereva decipiens är en tvåvingeart som beskrevs av Krober 1913. Thereva decipiens ingår i släktet Thereva och familjen stilettflugor. Inga underarter finns listade i Catalogue of Life.